# Cacodacnus lameeri
Cacodacnus lameeri är en skalbaggsart som beskrevs av Aurivillius 1925. Cacodacnus lameeri ingår i släktet Cacodacnus och familjen långhorningar. Inga underarter finns listade.